# Bothragonus
Sous-famille
Genre
Bothragonus est un genre de poissons de l'ordre des Scorpaeniformes.

## Liste des espèces
- Bothragonus occidentalis
- Bothragonus swanii